# Siboglinum
Siboglinum is een geslacht van borstelwormen uit de familie van de Siboglinidae. De wetenschappelijke naam van het geslacht is voor het eerst geldig gepubliceerd in 1914 door Caullery.

## Soorten
- Siboglinum albatrossianum Cutler, 1965
- Siboglinum angustum Southward & Brattegard, 1968
- Siboglinum arabicum Ivanov, 1963
- Siboglinum atlanticum Southward & Southward, 1958
- Siboglinum bayeri Southward, 1971
- Siboglinum bogorovi Ivanov, 1960
- Siboglinum brevicephalum Flugel, 1990
- Siboglinum buccelliferum Ivanov, 1960
- Siboglinum candidum Southward & Brattegard, 1968
- Siboglinum caulleryi Ivanov, 1951
- Siboglinum ceylonicum Ivanov, 1963
- Siboglinum cinctutum Ivanov, 1957
- Siboglinum concinnum Ivanov, 1963
- Siboglinum debile Southward, 1961
- Siboglinum ecuadoricum Cutler, 1965
- Siboglinum ekmani Jägersten, 1956
- Siboglinum exile Ivanov, 1963
- Siboglinum fedotovi Ivanov, 1957
- Siboglinum fiordicum Webb, 1963
- Siboglinum frenigerum Ivanov, 1960
- Siboglinum fulgens Southward & Brattegard, 1968
- Siboglinum gosnoldae Southward & Brattegard, 1968
- Siboglinum holmei Southward, 1963
- Siboglinum hyperboreum Ivanov, 1960
- Siboglinum inerme Southward & Southward, 1958
- Siboglinum japonicum Ivanov, 1960
- Siboglinum lacteum Southward, 1963
- Siboglinum leucopleurum Flügel & Callsen-Cencic, 1993
- Siboglinum longicollum Southward & Brattegard, 1968
- Siboglinum macrobrachium Southward, 1961
- Siboglinum mergophorum Nielsen, 1965
- Siboglinum meridiale Ivanov, 1960
- Siboglinum microcephalum Ivanov, 1960
- Siboglinum minutum Ivanov, 1957
- Siboglinum modestum Bubko, 1967
- Siboglinum nanum Southward, 1972
- Siboglinum norvegicum Ivanov, 1960
- Siboglinum ordinatum Southward, 1981
- Siboglinum oregoni Southward, 1972
- Siboglinum parvulum Southward, 1972
- Siboglinum pellucidum Ivanov, 1957
- Siboglinum pholidotum Southward & Brattegard, 1968
- Siboglinum pholiodotum Southward & Brattegard, 1968
- Siboglinum pinnulatum Ivanov, 1960
- Siboglinum plumosum Ivanov, 1957
- Siboglinum polystichum Southward, 1976
- Siboglinum poseidoni Flugel & Langhof, 1983
- Siboglinum pusillum Ivanov, 1960
- Siboglinum robustum Ivanov, 1960
- Siboglinum sergeevi Ivanov, 1963
- Siboglinum silone Ivanov, 1963
- Siboglinum southwardae Gureeva, 1981
- Siboglinum subligatum Ivanov, 1963
- Siboglinum sumatrense Ivanov, 1963
- Siboglinum taeniaphorum Ivanov, 1960
- Siboglinum tenue Ivanov, 1960
- Siboglinum timorense Southward, 1961
- Siboglinum vancouverensis Southward, 1969
- Siboglinum variabile Ivanov, 1960
- Siboglinum veleronis Hartman, 1961
- Siboglinum vinculatum Ivanov, 1960
- Siboglinum weberi Caullery, 1914
- Siboglinum zanzibaricum Ivanov, 1963